# Hans Strelow
Hans Strelow (Berlim, 26 de março de 1922 — Mtsensk, 22 de maio de 1942) foi um piloto de caça alemão da Luftwaffe e recebeu a Cruz de Cavaleiro da Cruz de Ferro com Folhas de Carvalho durante a Segunda Guerra Mundial. Ele recebeu o prêmio dois dias antes de seu 20º aniversário, tornando-o o mais jovem ganhador das Folhas de Carvalho. Strelow voou mais de 200 missões e foi creditado com 68 vitórias aéreas.
Para evitar a captura pelo Exército Vermelho, Strelow cometeu suicídio depois de ser abatido por um bombardeiro bimotor Petlyakov Pe-2 em seu Bf 109 F-2 "Black 10" (Werknummer 8239—número de fábrica). Ele fez um pouso forçado 9 quilômetros (5,6 mi) atrás das linhas soviéticas.

## Carreira
Strelow nasceu em 26 de março de 1922 na cidade de Berlim, capital da Alemanha e se juntou à Luftwaffe em fevereiro de 1941, quando foi incorporado ao 5./JG 51 (5.º Staffel da Jagdgeschwader 51), mais tarde batizada como "Jagdgeschwader Mölders".
Embora tenha voado algumas missões na frente Ocidental contra os ingleses, foi só com o início da invasão da União Soviética (Operação Barbarossa) em junho de 1941 que Strelow iniciou uma carreira de sucesso como piloto de caça. Apenas alguns meses depois, em outubro do mesmo ano, o então Leutnant Strelow recebia o Troféu de Honra da Luftwaffe.
Durante o rigoroso inverno daquele ano e no início da primavera de 1942, Strelow mostrou-se um habilidoso e implacável piloto obtendo uma seqüência de vitórias invejável o que o levou a ser condecorado com a Cruz de Cavaleiro da Cruz de Ferro em 18 de março de 1942 após sua 59.ª vitória aérea.
O desempenho do jovem Strelow chamou a atenção da imprensa alemã, sedenta por heróis de guerra e, consequentemente, do OKL. Assim, depois de abater seu 66.º avião inimigo em 24 de março de 1942, Hans Strelow voou para o Quartel General do Führer, para se tornar o 84.º soldado da Wehrmacht a ser agraciado com as Folhas de Carvalho da Cruz de Cavaleiro. Faltavam apenas dois dias para completar seu 20.º aniversário e faziam somente seis dias que havia recebido a Ritterkreuz.
Strelow retornou ao JG 51, como Staffelkapitän do 5./JG 51, onde continuou a voar em missões de combate sobre a Frente Oriental, até o dia 22 de maio de 1942, nesse período ele obteve mais duas vitórias confirmadas. Nesse dia, durante um combate com um Petlyakov Pe-2, seu Bf 109 foi atingido no motor, o que o forçou a pousar em uma área situada a 9 quilômetros atrás das linhas inimigas, a leste de Mtsensk. Sabendo que suas chances de escapar eram praticamente nulas e tendo conhecimento que pilotos altamente condecorados eram severamente espancados e torturados pelos soviéticos, Hans Strelow atirou contra a própria cabeça, ainda dentro do cockpit do seu Bf 109. Tinha apenas 20 anos de idade.

## Sumário da carreira

### Reivindicações de vitórias aéreas
| Crônica de vitórias aéreas | Crônica de vitórias aéreas | Crônica de vitórias aéreas | Crônica de vitórias aéreas | Crônica de vitórias aéreas  | Crônica de vitórias aéreas | Crônica de vitórias aéreas | Crônica de vitórias aéreas | Crônica de vitórias aéreas | Crônica de vitórias aéreas |
| Nº | Data                       | Hora                       | Modelo                     | Localização                 | Nº                         | Data                       | Hora                       | Modelo                     | Localização                |
| --- | -------------------------- | -------------------------- | -------------------------- | --------------------------- | -------------------------- | -------------------------- | -------------------------- | -------------------------- | -------------------------- |
| Este e o ♠ (ás de espadas) indicam aquelas vitórias aéreas que fizeram de Strelow um "ás num dia", termo que designa um piloto de caça que abateu cinco ou mais aviões em um único dia. |                            |                            |                            |                             |                            |                            |                            |                            |                            |
| 1. | 25 de junho de 1941        | 10:55                      | SB-2                       | nordeste de Wygonowskie See |                            |                            |                            |                            |                            |
| 2. | 30 de junho de 1941        | 14:55                      | DB-3                       | Bobruisk                    | 27.                        | 15 de dezembro de 1941     | 12:45                      | I-16                       |                            |
| 3. | 16 de julho de 1941        | 16:16                      | V-11                       | a leste de Stara Bychow     | 28.                        | 4 de janeiro de 1942       | 12:35                      | I-16                       |                            |
| 4. | 30 de agosto de 1941       | 14:51                      | Pe-2                       |                             | 29.                        | 4 de janeiro de 1942       | 12:39                      | I-61                       |                            |
| 5. | 30 de agosto de 1941       | 14:53                      | Pe-2                       |                             | 30.                        | 13 de janeiro de 1942      | 11:15                      | R-Z                        |                            |
| 6. | 30 de agosto de 1941       | 15:05                      | I-18                       |                             | 31.                        | 13 de janeiro de 1942      | 11:18                      | R-Z                        |                            |
| 7. | 6 de setembro de 1941      | 16:22                      | I-18                       |                             | 32.                        | 27 de janeiro de 1942      | 12:40                      | DB-3                       |                            |
| 8. | 7 de setembro de 1941      | 17:17                      | I-61                       | oeste de Konotop            | 33.                        | 4 de fevereiro de 1942     | 10:35                      | I-16                       |                            |
| 9. | 9 de setembro de 1941      | 15:05                      | R-3                        |                             | 34.                        | 4 de fevereiro de 1942     | 10:40                      | I-16                       |                            |
| 10. | 13 de setembro de 1941     | 13:08                      | DB-3                       |                             | 35.                        | 4 de fevereiro de 1942     | 15:35                      | I-61                       | a leste de Kaluga          |
| 11. | 14 de setembro de 1941     | 6:23                       | Pe-2                       | a leste de Konotop          | 36.                        | 4 de fevereiro de 1942     |                            |                            |                            |
| 12. | 23 de setembro de 1941     | 16:24                      | I-18                       |                             | 40.                        | 28 de fevereiro de 1942    |                            |                            |                            |
| 13. | 5 de outubro de 1941       | 14:26                      | DB-3                       | nordeste de Ssewsk          | 50.                        | 17 de março de 1942        |                            |                            |                            |
| 14. | 5 de outubro de 1941       | 14:28                      | DB-3                       | nordeste de Ssewsk          | 51.                        | 17 de março de 1942        |                            |                            |                            |
| 15. | 5 de outubro de 1941       | 14:29                      | DB-3                       | nordeste de Ssewsk          | 52.                        | 17 de março de 1942        |                            |                            |                            |
| 16. | 13 de outubro de 1941      | 11:20                      | R-3                        |                             | 53♠                        | 18 de março de 1942        |                            |                            |                            |
| 17. | 14 de outubro de 1941      | 11:15                      | Il-2                       |                             | 54♠                        | 18 de março de 1942        |                            |                            |                            |
| 18. | 29 de outubro de 1941      | 7:22                       | Pe-2                       |                             | 55♠                        | 18 de março de 1942        |                            |                            |                            |
| 19. | 1 de novembro de 1941      | 14:23                      | I-15                       | a leste de Oriol            | 56♠                        | 18 de março de 1942        |                            |                            |                            |
| 20. | 1 de novembro de 1941      | 15:30                      | I-16                       | a leste de Oriol            | 57♠                        | 18 de março de 1942        |                            |                            |                            |
| 21. | 5 de novembro de 1941      | 9:57                       | Douglas                    |                             | 58♠                        | 18 de março de 1942        |                            |                            |                            |
| 22. | 6 de novembro de 1941      | 10:13                      | DB-3                       |                             | 59♠                        | 18 de março de 1942        |                            |                            |                            |
| 23. | 15 de novembro de 1941     | 10:25                      | DB-3                       |                             | 60.                        | 19 de março de 1942        |                            |                            |                            |
| 24. | 5 de dezembro de 1941      | 10:55                      | Pe-2                       | noroeste de Kashira         | 61.                        | 19 de março de 1942        |                            |                            |                            |
| 25. | 14 de dezembro de 1941     | 12:04                      | DB-3                       |                             | 62.                        | 19 de março de 1942        |                            |                            |                            |
| 26. | 14 de dezembro de 1941     | 12:20                      | Pe-2                       |                             | 68.                        | 22 de maio de 1942         | 17:15                      | Pe-2                       | a leste de Mszensk         |

### Condecorações
- Cruz de Ferro (1939)
  - 2ª classe (5 de julho de 1941)[2]
  - 1ª classe (14 de setembro de 1941)[2]
- Troféu de Honra da Luftwaffe (24 de novembro de 1941) como Leutnant e piloto[3]
- Cruz de Cavaleiro da Cruz de Ferro (18 de março de 1942) como Leutnant e Staffelführer (líder de formação) do 5./JG 52[4][5]
  - 84ª Folhas de Carvalho (24 de março de 1942) como Leutnant e piloto no 5./JG 52[4][6]
- Mencionado no Wehrmachtbericht (18 de junho de 1942)